# Italiaans longkruid
Italiaans longkruid (Pulmonaria saccharata, synoniem: Pulmonaria affinis) is een plant uit de ruwbladigenfamilie (Boraginaceae), die nauw verwant is aan gevlekt longkruid (Pulmonaria officinalis). 
De plant is inheems in Europa, in Frankrijk en Italië. Deze voorjaarsbloeier geeft de voorkeur aan beschaduwde, voedselrijke, vochtige en goed gedraineerde bosgrond.
De plant is in de Benelux niet winterhard, maar in (Zuid-)Engeland wordt ze wel in de tuin gekweekt. Enkele cultivars zijn:
- Pulmonaria saccharata ‘Mrs. Moon'
- Pulmonaria saccharata ‘Janet Fisk'
- Pulmonaria saccharata ‘Sissinghurst White'

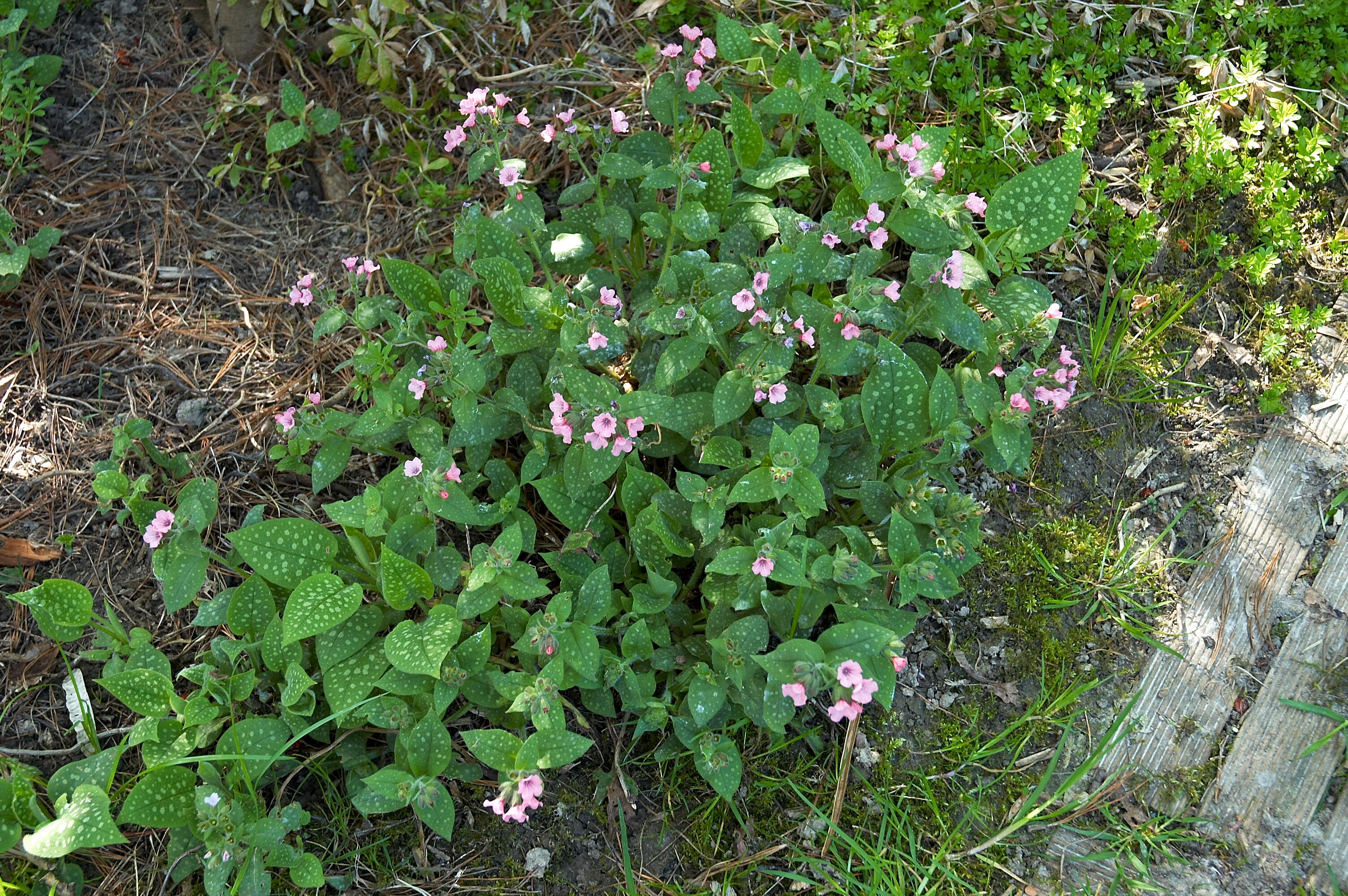

... · 
P. filarszkyana · 
P. mollis · 
P. montana (Smal longkruid) · 
P. obscura (Ongevlekt longkruid) · 
P. officinalis (Gevlekt longkruid) · 
P. saccharata (Italiaans longkruid) · 
...